# Liga Mistrzyń siatkarek (2020/2021) – kwalifikacje
Liga Mistrzyń (2020/2021) – kwalifikacje (oficjalna nazwa: 2021 CEV Volleyball Champions League - Women) – 12 drużyn walczyło w dwóch rundach, aby uzyskać awans do fazy grupowej.

## System rozgrywek
Kwalifikacje Ligi Mistrzyń w sezonie 2020/2021 składały się z dwóch rund.
- Faza kwalifikacyjna play-off: 12 drużyn podzielono na pary w pierwszych dwóch rundach toczonych w systemie pucharowym. Drużyny rozpoczynają rozgrywki od I rundy. W poszczególnych parach każda drużyna rozgrywała mecz i rewanż. Zwycięzcy poszczególnych par awanowały do kolejnej rundy. Zwycięzcy par drugiej rundy awansowały do fazy grupowej Ligi Mistrzyń. Przegrane drużyny z obu rund były relegowane do 1/16 finału Pucharu CEV.

## Drużyny uczestniczące

### Podział miejsc w rozgrywkach
W sezonie 2019/2020 kwalifikacji Ligi Mistrzyń wzięło udział 12 zespołów z 11 federacji siatkarskich zrzeszonych w CEV. Liczba drużyn uczestniczących w Lidze Mistrzyń ustalona została na podstawie rankingu CEV dla europejskich rozgrywek klubowych.
- Minczanka Mińsk
- Mladost Zagrzeb
- Hapoel Kefar Sawa
- Allianz MTV Stuttgart
- ŁKS Commercecon Łódź
- Dinamo Moskwa
- Tent Obrenovac
- Calcit Kamnik
- Chimik Jużne
- Prometej Kamieńskie
- Vasas Óbuda Budapest
- Savino Del Bene Scandicci

## Rozgrywki

### I runda
| Data | Godz. | Drużyna 1                 | Wynik | Drużyna 2            | 1     | 2     | 3     | 4     | 5 | Złoty set | Widzów | *      |
| --- | ----- | ------------------------- | ----- | -------------------- | ----- | ----- | ----- | ----- | - | --------- | ------ | ------ |
| — | —     | Hapoel Kefar Sawa         | 0:3   | ŁKS Commercecon Łódź | 0:25  | 0:25  | 0:25  |       |   |           | —      | raport |
| — | —     | Hapoel Kefar Sawa         | 0:3   | ŁKS Commercecon Łódź | 0:25  | 0:25  | 0:25  |       |   | —         | raport |        |
| Z powodu restrykcji związanych z pandemią COVID-19 drużyna Hapoel Kefar Sawa została wycofana z rozgrywek. |       |                           |       |                      |       |       |       |       |   |           |        |        |
| — | —     | Mladost Zagrzeb           | 0:3   | Calcit Kamnik        | 0:25  | 0:25  | 0:25  |       |   |           | —      | raport |
| — | —     | Mladost Zagrzeb           | 0:3   | Calcit Kamnik        | 0:25  | 0:25  | 0:25  |       |   | —         | raport |        |
| Z powodu restrykcji związanych z pandemią COVID-19 drużyna Mladost Zagrzeb została wycofana z rozgrywek.   |       |                           |       |                      |       |       |       |       |   |           |        |        |
| 22.09.2020                                                                                                 | 18:00 | Savino Del Bene Scandicci | 3:0   | Tent Obrenovac       | 25:14 | 25:21 | 25:17 |       |   |           | 0      | raport |
| 23.09.2020                                                                                                 | 18:00 | Savino Del Bene Scandicci | 3:0   | Tent Obrenovac       | 25:23 | 25:17 | 25:14 |       |   | 0         | raport |        |
| Oba mecze we Włoszech.                                                                                     |       |                           |       |                      |       |       |       |       |   |           |        |        |
| 23.09.2020                                                                                                 | 19:00 | Prometej Kamieńskie       | 1:3   | Chimik Jużne         | 25:14 | 18:25 | 22:25 | 17:25 |   |           | 900    | raport |
| 30.09.2020                                                                                                 | 18:00 | Prometej Kamieńskie       | 0:3   | Chimik Jużne         | 20:25 | 19:25 | 19:25 |       |   | 350       | raport |        |
| 23.09.2020                                                                                                 | 18:00 | Vasas Óbuda Budapest      | 0:3   | Dinamo Moskwa        | 13:25 | 23:25 | 17:25 |       |   |           | 400    | raport |
| — | —     | Vasas Óbuda Budapest      | —     | Dinamo Moskwa        | —     | —     | —     | —     | — | —         | raport |        |
| Z powodu restrykcji związanych z pandemią COVID-19 mecz rewanżowy został odwołany.                         |       |                           |       |                      |       |       |       |       |   |           |        |        |
| — | —     | Allianz MTV Stuttgart     | 3:0   | Minczanka Mińsk      | 25:0  | 25:0  | 25:0  |       |   |           | —      | raport |
| — | —     | Allianz MTV Stuttgart     | 3:0   | Minczanka Mińsk      | 25:0  | 25:0  | 25:0  |       |   | —         | raport |        |
| Z powodu restrykcji związanych z pandemią COVID-19 drużyna Minczanka Mińsk została wycofana z rozgrywek.   |       |                           |       |                      |       |       |       |       |   |           |        |        |
| Po lewej gospodarz pierwszego meczu.                                                                       |       |                           |       |                      |       |       |       |       |   |           |        |        |

### II runda
| Data                                                                           | Godz. | Drużyna 1                 | Wynik | Drużyna 2             | 1     | 2     | 3     | 4     | 5 | Złoty set | Widzów | *      |
| ------------------------------------------------------------------------------ | ----- | ------------------------- | ----- | --------------------- | ----- | ----- | ----- | ----- | - | --------- | ------ | ------ |
| 06.10.2020                                                                     | 20:30 | ŁKS Commercecon Łódź      | 3:0   | Calcit Kamnik         | 25:18 | 25:11 | 25:17 |       |   |           | 700    | raport |
| 14.10.2020                                                                     | 20:00 | ŁKS Commercecon Łódź      | 3:1   | Calcit Kamnik         | 25:22 | 25:22 | 17:25 | 25:17 |   | 100       | raport |        |
| 06.10.2020                                                                     | 18:00 | Savino Del Bene Scandicci | 3:0   | Chimik Jużne          | 25:15 | 26:24 | 25:12 |       |   |           | 0      | raport |
| 07.10.2020                                                                     | 18:00 | Savino Del Bene Scandicci | 3:0   | Chimik Jużne          | 25:16 | 25:19 | 25:11 |       |   | 0         | raport |        |
| Oba mecze we Włoszech.                                                         |       |                           |       |                       |       |       |       |       |   |           |        |        |
| —                                                                              | —     | Dinamo Moskwa             | —     | Allianz MTV Stuttgart | —     | —     | —     | —     | — |           | —      | raport |
| —                                                                              | —     | Dinamo Moskwa             | —     | Allianz MTV Stuttgart | —     | —     | —     | —     | — | —         | raport |        |
| Z powodu restrykcji związanych z pandemią COVID-19 oba mecze zostały odwołane. |       |                           |       |                       |       |       |       |       |   |           |        |        |
| Po lewej gospodarz pierwszego meczu.                                           |       |                           |       |                       |       |       |       |       |   |           |        |        |

## Drużyny zakwalifikowane
| Grupa A                   | Grupa C              | Grupa D                             |
| ------------------------- | -------------------- | ----------------------------------- |
| Savino Del Bene Scandicci | ŁKS Commercecon Łódź | Dinamo Moskwa Allianz MTV Stuttgart |

W związku z rezygnacją z udziału w Lidze Mistrzyń drużyny  Urałoczka Jekaterynburg, pierwotnie umieszczonej w grupie D, do fazy grupowej awansowały zarówno  Dinamo Moskwa, jak i  Allianz MTV Stuttgart.
Dodatkowo, z udziału w Lidze Mistrzyń zrezygnowała drużyna  LP Viesti Salo, pierwotnie umieszczona w grupie B. Zamiast niej przyznano miejsce w fazie grupowej zespołowi  Calcit Kamnik.